# Idioma chaoui
El idioma chaoui (en chaoui: Tacawit) es una lengua afroasiática bereber septentrional, perteneciente a las lenguas zenati habladas en Argelia, Marruecos, Túnez y Libia.El pueblo chaoui (en lenguas bereberes: Icawiyen, Shawiya, Tacawit) es un grupo étnico amazigh procedente de África del Norte.

## Área lingüística del idioma
- Montañas Aurés en el este argelino.
- Áreas circundantes, incluyendo a Batna, Khenchela, Sétif, Oum El Bouaghi, Souk Ahras, Tébessa y la parte norteña de Biskra.

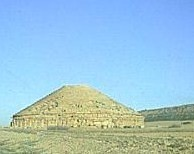
El mausoleo-templo Medghassen (imedghasen), la sepultura de los reyes númidas

Mapa de las áreas lingüísticas del noreste de Argelia, que muestra la zona bereberófona chaoui

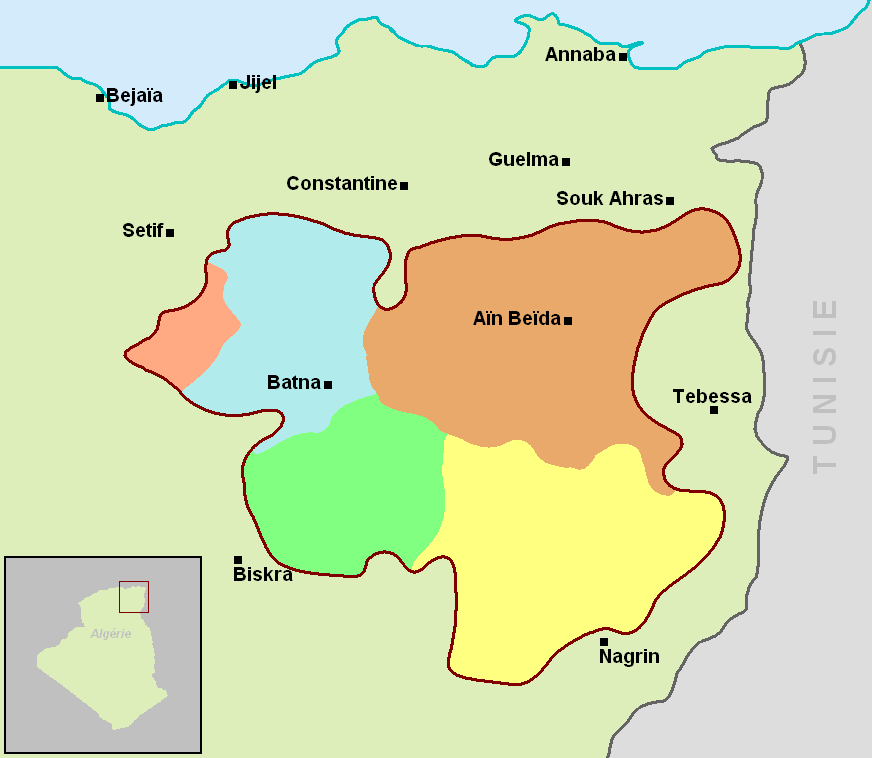
Mapa de los dialectos del chaouis

## Lengua
Los hablantes chaouis, llaman a su idioma Tacawit (Thashawith) (θʃawɪθ o [hʃawɪθ]), que también se conoce como bereber numidio. Las estimaciones del número de hablantes varían de 1,4 a 3 millones de hablantes.
La ortografía del francés sobre el Chaouïa se ve comúnmente, debido a la influencia de las convenciones francesas en Argelia. Otros deletreos son "Chaoui", "Shawia", "Tachawit", "Thachawith", "Tachaouith" y "Thchèwith". En Shawiya, la /t/ inicial –se pronuncia θ en tal ambiente fonético– es frecuentemente reducida a /h/, por lo que el nombre nativo a menudo se escucha como Hašawiθ.
El idioma chaoui, hasta hace poco, era un lenguaje no escrito y rara vez se enseñaba en la escuela. Como los Shawiya eran predominantemente rurales y aislados, a menudo alternaban desde el árabe argelino, al francés e incluso al inglés, para debatir sobre tecnologías no tradicionales y sociológicas preocupaciones
Recientemente, el idioma chaoui, junto con el idioma cabilio, ha comenzado a alcanzar cierta prominencia cultural y mediática gracias a los movimientos culturales y políticos bereberes en Argelia, y a la introducción de la educación del idioma bereber en algunas escuelas públicas.

### Diccionario, léxico y estudio del chaoui
Para el siglo XIX, numerosos libros diccionarios del idioma se hicieron públicos como los estudios del idioma francés Émile Masqueray, y el texto de Gustave Mercier, Le chaouia de l'Aurès en 1896.
Ya, para el siglo XX, exactamente en 1906, se publica el diccionario de chaouia, árabe, francés, cabilia de P.G. Huyche. En 1961, se editan el léxico de André Basset, Le parler des Ait Frah, y La grammaire chaoui de M. Torchon.
Luego, post independencia de la Argelia, Mohamed Salah Ounissi publica varios libros incluyendo un diccionario de chaoui, árabe, francés en 2003; y, Fakihani Tibermacine sigue con su libro "Talking Chaoui" en 2009, luego un ensayo de conjugación por Ferhaoui Laid. Y, en 2013, Khadija Saad publicaría un diccionario chaoui-árabe, Bengasmia Laâmri escribió su libro sobre la fonética chaoui.
Y el Departamento Tamazight de la Universidad Batna Hadj Lakhder se abrió, para completar los estudios de idioma Chaoui. El estudio del lenguaje fue realizado por Malek Boudjellal en el Centro de Investigación Berber y en el INALGO. El investigador Abdenacer Guedjiba también ha realizado estudios en lingüística sobre el idioma.
El Hadi Meziani publicó en Premier Tirawal, una guía de aprendizaje del chaoui Luego, publica el segundo texto, cuyo título es Cómo aprender el idioma tamazight, un diccionario de bolsillo para el idioma chaoui.
| Code   | +0 | +1 | +2 | +3 | +4 | +5 | +6 | +7 | +8 | +9 | +A | +B | +C | +D | +E | +F |
| ------ | -- | -- | -- | -- | -- | -- | -- | -- | -- | -- | -- | -- | -- | -- | -- | -- |
| U+2D30 |    |    |    |    |    |    |    |    |    |    |    |    |    |    |    |    |
| U+2D40 |    |    |    |    |    |    |    |    |    |    |    |    |    |    |    |    |
| U+2D50 |    |    |    |    |    |    |    |    |    |    |    |    |    |    |    |    |
| U+2D60 |    |    |    |    |    |    |    |    |    |    |    |    |    |    |    |    |
| U+2D70 |    |    |    |    |    |    |    |    |    |    |    |    |    |    |    |    |

Aquí hay una tabla comparativa entre glifos y transliteraciones en caracteres arábigos, y árabes.
| Color | Significación                   |
| ----- | ------------------------------- |
|       | Tifinag de base según el IRCAM  |
|       | Tifinag expandido (IRCAM)       |
|       | Otras letras tifinages          |
|       | Letras tuareg modernas          |
|       | Estos casos no deben ser usados |

| Código | Glifo | Unicode    | Transliteración | Transliteración | Nombre                       |
| Código | Glifo | Unicode    | Latín           | Árabe           | Nombre                       |
| ------ | ----- | ---------- | --------------- | --------------- | ---------------------------- |
| U+2D30 |       | tifinagh ⴰ | a               | ا               | ya                           |
| U+2D31 |       | tifinagh ⴱ | b               | ب               | yab                          |
| U+2D32 |       | tifinag ⴲ  | bh              | ٻ               | yabh                         |
| U+2D33 |       | tifinag ⴳ  | g               | گ               | yag                          |
| U+2D34 |       | tifinag ⴴ  | gh              | ڲ               | yagh                         |
| U+2D35 |       | tifinag ⴵ  | dj              | ج               | yaj selon l'Académie berbère |
| U+2D36 |       | tifinag ⴶ  | dj              | ج               | yaj                          |
| U+2D37 |       | tifinag ⴷ  | d               | د               | yad                          |
| U+2D38 |       | tifinag ⴸ  | ḍ               | ض               | yadh                         |
| U+2D39 |       | tifinag ⴹ  | ḍ               | ض               | yadd                         |
| U+2D3A |       | tifinag ⴺ  | ḍ               | ض               | yaddh                        |
| U+2D3B |       | tifinagh ⴻ | e               | ه               | yey                          |
| U+2D3C |       | tifinagh ⴼ | f               | ف               | yaf                          |
| U+2D3D |       | tifinagh ⴽ | k               | ک               | yak                          |
| U+2D3E |       | tifinagh ⴾ | k               | ک               | yak touareg                  |
| U+2D3F |       | tifinagh ⴿ | kh              | خ               | yakhh                        |
| U+2D40 |       | tifinagh ⵀ | h b             | ھ ب             | yah = yab Touareg            |
| U+2D41 |       | tifinagh ⵁ | h               | ھ               | yah selon l'Académie berbère |
| U+2D42 |       | tifinagh ⵂ | h               | ھ               | yah touareg                  |
| U+2D43 |       | tifinagh ⵃ | ḥ               | ح               | yahh                         |
| U+2D44 |       | tifinagh ⵄ | æ (ɛ)           | ع               | yaʿ                          |
| U+2D45 |       | tifinagh ⵅ | kh              | خ               | yakh                         |
| U+2D46 |       | tifinagh ⵆ | kh              | خ               | yakh touareg                 |
| U+2D47 |       | tifinagh ⵇ | q               | ق               | yaq                          |
| U+2D48 |       | tifinagh ⵈ | q               | ق               | yaq touareg                  |
| U+2D49 |       | tifinagh ⵉ | i               | ي               | yi                           |
| U+2D4A |       | tifinagh ⵊ | j               | ج               | yazh                         |
| U+2D4B |       | tifinagh ⵋ | j               | ج               | yazh de l'Ahaggar            |
| U+2D4C |       | tifinagh ⵌ | j               | ج               | yazh touareg                 |

| Código | Glifo | Unicode    | Transliteración | Transliteración | Nombre                                                |
| Código | Glifo | Unicode    | Latín           | Árabe           | Nombre                                                |
| ------ | ----- | ---------- | --------------- | --------------- | ----------------------------------------------------- |
| U+2D4D |       | tifinagh ⵍ | l               | ل               | yal                                                   |
| U+2D4E |       | tifinagh ⵎ | m               | م               | yam                                                   |
| U+2D4F |       | tifinagh ⵏ | n               | ن               | yan                                                   |
| U+2D50 |       | tifinagh ⵐ | ny              | ني              | yagn touareg                                          |
| U+2D51 |       | tifinagh ⵑ | ng              | ڭ               | yang touareg                                          |
| U+2D52 |       | tifinagh ⵒ | p               | پ               | yap                                                   |
| U+2D53 |       | tifinagh ⵓ | u w             | و ۉ             | yu = yaw Touareg                                      |
| U+2D54 |       | tifinagh ⵔ | r               | ر               | yar                                                   |
| U+2D55 |       | tifinagh ⵕ | ṛ               | ڕ               | yarr                                                  |
| U+2D56 |       | tifinagh ⵖ | gh (ɣ)          | غ               | yagh                                                  |
| U+2D57 |       | tifinagh ⵗ | gh (ɣ)          | غ               | yagh touareg                                          |
| U+2D58 |       | tifinagh ⵘ | gh (ɣ) dj       | غ ج             | Ayer yagh = yaj de l'Adrar                            |
| U+2D59 |       | tifinagh ⵙ | s               | س               | yas                                                   |
| U+2D5A |       | tifinagh ⵚ | ṣ               | ص               | yass                                                  |
| U+2D5B |       | tifinagh ⵛ | sh (ʃ)          | ش               | yash                                                  |
| U+2D5C |       | tifinagh ⵜ | t               | ت               | yat                                                   |
| U+2D5D |       | tifinagh ⵝ | ṭ               | ط               | yath                                                  |
| U+2D5E |       | tifinagh ⵞ | ch (tʃ)         | تش              | yach                                                  |
| U+2D5F |       | tifinagh ⵟ | ṭ               | ط               | yatt                                                  |
| U+2D60 |       | tifinagh ⵠ | v               | ۋ               | yav                                                   |
| U+2D61 |       | tifinagh ⵡ | w               | ۉ               | yaw                                                   |
| U+2D62 |       | tifinagh ⵢ | y               | ي               | yay                                                   |
| U+2D63 |       | tifinagh ⵣ | z               | ز               | yaz                                                   |
| U+2D64 |       | tifinagh ⵤ | z               | ز               | Tawellemet yaz = yaz harpon                           |
| U+2D65 |       | tifinagh ⵥ | ẓ               | دز              | yazz                                                  |
| U+2D6F |       | tifinagh ⵯ | +w              | '+              | marca de labio-velarización = Tamatart = <super> 2D61 |

| Código        | Glifo | Unicode     | Transliteración | Transliteración | Nombre |
| Código        | Glifo | Unicode     | Latín           | Árabe           | Nombre |
| ------------- | ----- | ----------- | --------------- | --------------- | ------ |
| U+2D5C U+2D59 |       | tifinagh ⵜⵙ | ts              | تس              | yats   |
| U+2D37 U+2D63 |       | tifinagh ⴷⵣ | dz              | دز              | yadz   |

| Código        | Glifo | Unicode     | Transliteración | Transliteración | Nombre |
| Código        | Glifo | Unicode     | Latín           | Árabe           | Nombre |
| ------------- | ----- | ----------- | --------------- | --------------- | ------ |
| U+2D5C U+2D5B |       | tifinagh ⵜⵛ | tch (tʃ)        | تش              | yatch  |
| U+2D37 U+2D4A |       | tifinagh ⴷⵊ | dj              | دج              | yadzh  |

## Dialectos

### Chaoui de Amoucha
El Chaoui de Amoucha (en bereber: Ṯacawiṯ n Iɛemmucen o Ṯaɛemmucṯ) es una variante del bereber zenati que se habla en la región de Amoucha (ṯamurṯ n Iɛemmucen);  país de llanuras cerealistas y colinas (Djebel Megriss, Kalaoun, etc.) situado en la unión entre los macizos montañosos del este de la Cabilia y las altas mesetas de Sétif. Sus hablantes están repartidos por parte del territorio de los municipios de Kherrata, Tizi N'Béchar, Amoucha, Aïn El Kebira, Aïn El Abessa, Oulad Adouane y El Ouricia.